# Hoi Jeon Moo Sool
Hoi Jeon Moo Sool is een Koreaanse vechtkunst, ontwikkeld door grootmeester Myung Jae Ok (명재옥). Myung Jae Ok is de oudere tweelingbroer van Myung Jae-nam, oprichter van het hankido. De twee broers bestuurden vroeger samen de International H.K.D Federation maar Myung Jae Ok besloot half in de jaren 80 van de 20e eeuw om alleen verder te gaan.
Hoi Jeon Moo Sool vertoont dan ook veel gelijkenis met het hankido uit die tijd en er zijn tevens veel overeenkomsten met hapkido.
Myung Jae Ok besloot zich meer te richten op buitenlandse beoefenaars, de reden waarom in Korea zelf de sport nagenoeg onbekend is. HJMS-beoefenaars vindt men met name in Finland, Bahrein, Mexico en de Verenigde Staten.

## Technieken
De technieken van Hoi Jeon Moo Sool zijn opgedeeld in vijf categorieën.
- Kyeok Ki (격기) - Aanvallende technieken. Slag- en traptechnieken.
- Tu Ki (두기) - Worpen, verwurgingen, gewrichtsklemmen.
- Mu Ki (무기) - Wapentechnieken.
- Hwal Ki (활기) - Drukpunt technieken en 'revival'-technieken.
- Nae Ki (내기) - Ki ontwikkelingstechnieken.

## In de Lage Landen
In Nederland en België is de sport nagenoeg onbekend en kent dan ook geen beoefenaars.